# Homer, Alaska
Homer är en stad i Kenai Peninsula Borough, Alaska, USA. Enligt 2010 års folkräkning hade staden en befolkning på 5 006 invånare

## Geografi
Homer ligger på Kachemak Bays strand på sydvästra sidan om Kenaihalvön. Dess främsta landmärke är Homer Spit som är en sju kilometer lång bit land som sticker ut i bukten. På denna mark är Homers hamn lokaliserad.
Mycket av kustlinjen inklusive Homer Spit sjönk dramatiskt under långfredagsskalvet i mars år 1964. Efter jordbävningen kan mycket lite vegetation överleva på landremsan.
Enligt United States Census Bureau består staden av 58,1 kvadratkilometer, varav 27,4 km² land och 30,7 km² vatten.

## Historia
Arkeologiska undersökningar har visat att det tidiga yupikfolket förmodligen periodvis bodde i Homerområdet, även om deras huvudsakliga bosättningar låg på andra sidan om Kachemak Bay.
Kol upptäcktes i området på 1890-talet, och Cook Inlet Coal Fields Company byggde då en stad, hamn, kolgruva och järnväg vid Homer. Kolbrytandet fortgick fram till andra världskriget, och det finns fortfarande en beräknad mängd på 400 miljoner ton kol i området.
Homer döptes efter Homer Pennock, en förespråkare för ett guldgruveföretag, som anlände i Homer år 1896 och byggde bostäder för sitt arbetslag om femtio personer. Guldgrävandet i området ledde dock aldrig till någon ekonomisk vinst.
Homer har länge varit känd som "hälleflundrans världshuvudstad", och sportfiske efter hälleflundra och laxfiskar, tillsammans med annan turism, kommersiellt fiske och avverkning, är områdets huvudsakliga inkomstkällor.
Staden var en av de som hyste 2006 års Arctic Winter Games.

## Demografi
År 2004 bestod befolkningen enligt den amerikanska folkräkningen av 88 % vita, 2,33 % svarta, 4,88 % ursprungsinvånare, 2 % asiater, 1,19 % stillahavsinvånare, 0,73 % från övriga grupper och 3,14 % från mer än en grupp.
Den genomsnittliga hushållsstorleken var 2,4 personer, och den genomsnittliga familjestorleken 2,99. Befolkningen bestod  27,6 % av personer under 18 år, 7,2 % av personer mellan 18 och 24, 26,9 % mellan 25 och 44, 28,2 % mellan 45 och 64 samt 10,1 % av personer som var 65 år och äldre. Medianåldern var 39 år.

## Ekonomi
Medianinkomsten för ett hushåll var 42 821 USD, och medianinkomsten för en familj 53 571 USD. Män hade en medianinkomst på 38 063 USD jämfört med 30 494 USD för kvinnor. Stadens inkomst per capita var 21 823 USD. 9,3 % av befolkningen och 7,7 % av familjerna levde under fattigdomsgränsen.

## Utbildning

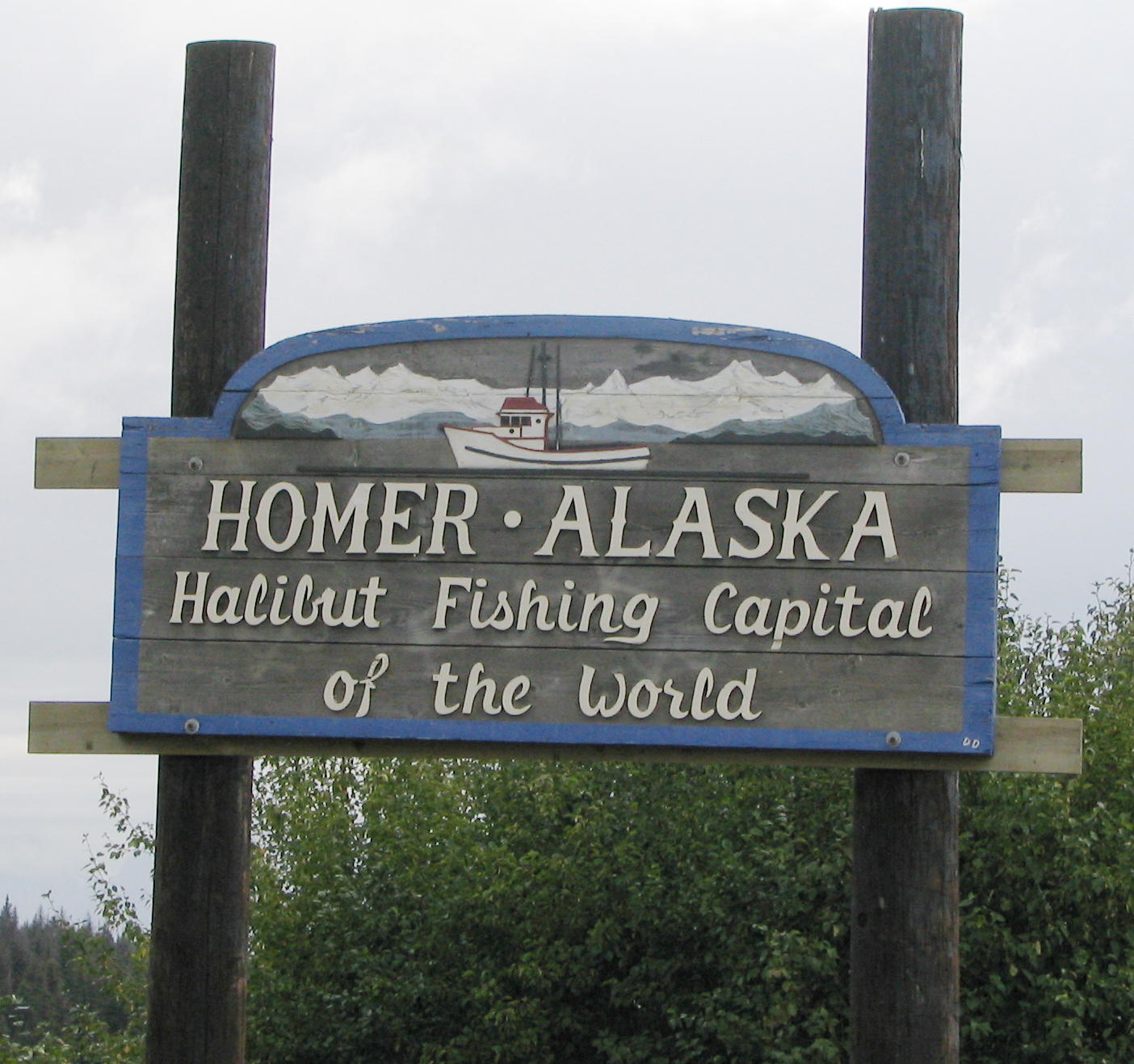
Homers välkomstskylt - Hälleflundrafiskets huvudstad i världen

Boroughens skoldistrikt erbjuder staden utbildning upp till high school-nivå. Skolorna är
- Homer High School (åk 9-12)
- Homer Flex High School (åk 9-12)
- Homer Middle School (åk 7-8)
- West Homer Elementary (åk 3-6)
- Paul Banks Elementary (åk 0-2)
- McNeil Canyon Elementary (åk 0-6)
- Fireweed Academy (åk 3-6)

Det finns även ett bibliotek i staden som har en mycket entustiastisk stödförening som samlade in pengar till ett nytt bibliotek år 2006.
Kachemak Bay Campus vid Kenai Peninsula College erbjuder i området vidare utbildning efter high school.

## Media
Homer har två nyhetstidningar, Homer Tribune som är en oberoende veckotidning som bildades 1991, samt Homer News som grundades 1964 och år 2000 köptes av Morris Communications.
Staden har även ett antal radiostationer inklusive KWVV-FM vid 103,5 FM, KMJG vid 88,9 FM, KGTL vid 620 AM och KBBI vid 890 AM.
Homer tar emot sju analoga tv-kanaler: 
- KTUU-TV Channel 2 - NBC
- KTBY Channel 4 -  Fox
- KAKM Channel 7 -  PBS
- KYES-TV Channel 9 - MyNetworkTV
- KTVA Channel 11 - CBS
- KIMO Channel 13 -  ABC

## Kommunikation
Homer är den sydligaste staden i Alaskas huvudsakliga vägnät, och Alaska Route 1 har Homer som slutmål. Den är också en del i Alaskas färjesystem. En regional flygplats ligger nära kusten, med reguljärflyg till Kenai och Anchorage. Det första trafikljuset i Homer byggdes år 2005.